# 청주시의 향토유적
청주시의 향토유적은 「문화재 보호법」 및 「충청북도 문화재 보호 조례」에 따라 문화재로 지정되지 아니한 것으로써 다음 각 호에 해당하는 것을 말한다.
1. 향토적, 역사적, 예술적, 학술적, 경관적으로 보존가치가 있는 것
2. 향토문화, 토속, 풍속 등을 연구 또는 보존 관리하는데 필요한 것
3. 동식물, 광물 등 지질학적, 생물학적 생성물과 그 밖의 자연현상으로 향토유적으로써의 보존가치가 있는 것

## 지정 목록

### 유형
| 번호  | 그림 | 명칭                                                  | 소재지                                                 | 소유자 (관리자)                     | 지정·해제일자                                                    | 비고 |
| ----- | ---- | ----------------------------------------------------- | ------------------------------------------------------ | ----------------------------------- | ---------------------------------------------------------------- | ---- |
| 1호   |      | 고령신문 효열각 (高靈申門 孝烈閣)                     | 청주시 상당구 낭성면 관정리 303-21                     | 고령신문영성군졸재공파              | 2015년 4월 17일 지정                                             |      |
| 2호   |      | 묵정사 (墨井祠)                                       | 청주시 상당구 낭성면 관정리 산31                       | 고령신문영성군종약회                | 2015년 4월 17일 지정                                             |      |
| 3호   |      | 이정사 (梨亭祠)                                       | 청주시 상당구 낭성면 이목리 150                        | 순국선열소당김제환선생기념사업회    | 2015년 4월 17일 지정                                             |      |
| 4호   |      | 기암서원 (機巖書院)                                   | 청주시 상당구 낭성면 갈산리 455-1                      |                                     | 2015년 4월 17일 지정                                             |      |
| 5호   |      | 추봉영당 (楸蜂影堂)                                   | 청주시 상당구 낭성면 갈산리 305-1                      |                                     | 2015년 4월 17일 지정                                             |      |
| 6호   |      | 쌍천서원 (雙泉書院)                                   | 청주시 상당구 낭성면 무성리 344-1                      | 고령신문영성군종산공파              | 2015년 4월 17일 지정                                             |      |
| 7호   |      | 성모재 (誠慕齋)                                       | 청주시 상당구 낭성면 무성리 26                         |                                     | 2015년 4월 17일 지정                                             |      |
| 8호   |      | 김정구 효자각 (金鼎九 孝子閣)                         | 청주시 상당구 미원면 미원리 304-4(면사무소 옆)         |                                     | 2015년 4월 17일 지정                                             |      |
| 9호   |      | 남양홍문 충효각 (南陽洪門 忠孝閣)                     | 청주시 상당구 미원면 미원리 426-2                      | 남양홍문만개공문중                  | 2015년 4월 17일 지정                                             |      |
| 10호  |      | 함벽정 (涵碧亭)                                       | 청주시 상당구 미원면 운교리 산64                       |                                     | 2015년 4월 17일 지정                                             |      |
| 11호  |      | 운용사 석조여래좌상 (雲龍寺 石彫如來坐像)             | 청주시 상당구 미원면 운용리 272-4 운용사               | 운룡사                              | 2015년 4월 17일 지정                                             |      |
| 12호  |      | 남양사 (南陽祠)                                       | 청주시 상당구 미원면 수산리 산28-1                     | 남양홍문충북종친회                  | 2015년 4월 17일 지정                                             |      |
| 13호  |      | 남양홍문 효자각 (南陽洪門 孝子閣)                     | 청주시 상당구 미원면 수산리 259                        | 남양홍문효정공문중                  | 2015년 4월 17일 지정                                             |      |
| 14호  |      | 수락영당 (水落影堂)                                   | 청주시 상당구 미원면 가양리 44-4                       | 경주이씨서계문중                    | 2015년 4월 17일 지정                                             |      |
| 15호  |      | 아주신문 삼효각 (鵝洲申門 三孝閣)                     | 청주시 상당구 미원면 화창리 2-3                        | 아주신씨양일당문중                  | 2015년 4월 17일 지정                                             |      |
| 16호  |      | 인천채씨 효부각 (仁川蔡氏 孝婦閣)                     | 청주시 상당구 미원면 화창리 산11                       | 광주정씨의창파종중                  | 2015년 4월 17일 지정                                             |      |
| 17호  |      | 관란정 (觀瀾亭)                                       | 청주시 상당구 미원면 운암리 산9(송집수효자각 옆)       | 은진송씨집수공파종중                | 2015년 4월 17일 지정                                             |      |
| 18호  |      | 송집수 효자각 (宋楫洙 孝子閣)                         | 청주시 상당구 미원면 운암리 산9                        | 은진송씨집수공파종중                | 2015년 4월 17일 지정                                             |      |
| 19호  |      | 애국지사 김태희묘소 (愛國志士 金泰熙墓所)             | 청주시 상당구 미원면 운암리 산36                       | 김현구(김태희님손자)                | 2015년 4월 17일 지정                                             |      |
| 20호  |      | 숭현사·옥화서원 (崇賢祠·玉花書院)                     | 청주시 상당구 미원면 옥화리 131                        | 파평윤씨주일재문중,경주이씨서계문중 | 2015년 4월 17일 지정                                             |      |
| 21호  |      | 세심정 (洗心亭)                                       | 청주시 상당구 미원면 옥화리 137-1                      | 파평윤씨주일재문중                  | 2015년 4월 17일 지정                                             |      |
| 22호  |      | 추월정 (秋月亭)                                       | 청주시 상당구 미원면 옥화리 137-2                      | 경주이씨옥계공파옥화종중            | 2015년 4월 17일 지정                                             |      |
| 23호  |      | 박준덕부부 효열각 (朴峻德夫婦 孝烈閣)                 | 청주시 상당구 미원면 금관리 336-1                      | 함양박씨부장공파문중                | 2015년 4월 17일 지정                                             |      |
| 24호  |      | 고천사 (高川祠)                                       | 청주시 상당구 가덕면 청룡2리 67                        | 고령신문고천군파종중                | 2015년 4월 17일 지정                                             |      |
| 25호  |      | 청룡리 고가 (靑龍里 古家)                             | 청주시 상당구 가덕면 청룡2리 68-1                      | 고령신문고천군파종중                | 2015년 4월 17일 지정                                             |      |
| 26호  |      | 어서각 (御書閣)                                       | 청주시 상당구 가덕면 청룡3리 30-4                      | 고령신문지사공파종중                | 2015년 4월 17일 지정                                             |      |
| 27호  |      | 덕천사 (德川祠)                                       | 청주시 상당구 가덕면 노동3리 104-1                     | 진주유씨수공공파종중                | 2015년 4월 17일 지정                                             |      |
| 28호  |      | 연안이씨 열녀비 (延安李氏 烈女碑)                     | 청주시 상당구 가덕면 계산2리 192-9                     | 고령신씨                            | 2015년 4월 17일 지정                                             |      |
| 29호  |      | 구봉영당 (九峰影堂)                                   | 청주시 상당구 가덕면 인차2리 25-6                      | 구봉영당보존위원회                  | 2015년 4월 17일 지정                                             |      |
| 30호  |      | 충경사 (忠敬祠)                                       | 청주시 상당구 가덕면 시동리 111-7                      | 초계변씨연안공파종중                | 2015년 4월 17일 지정                                             |      |
| 31호  |      | 검암서원 (儉巖書院)                                   | 청주시 상당구 가덕면 병암2리 215-2                     | 검암서원                            | 2015년 4월 17일 지정                                             |      |
| 32호  |      | 한계리 석조비로자나불좌상 (閑溪里 石造毘盧舍那佛坐像) | 청주시 상당구 가덕면 한계1리 419                       | 청주시장                            | 2015년 4월 17일 지정                                             |      |
| 33호  |      | 경연 효자비 및 묘소 (慶延 孝子碑 및 墓所)             | 청주시 상당구 남일면 효촌1리 248-1, 지북동 산32-3      | 청주경씨중앙종친회                  | 2016년 3월 18일 지정                                             |      |
| 34호  |      | 지여해 충신각 (池汝海 忠臣閣)                         | 청주시 상당구 남일면 은행1리 269-9,269-4               |                                     | 2015년 4월 17일 지정                                             |      |
| 35호  |      | 충현사 (忠顯祠)                                       | 청주시 상당구 남일면 화당2리 240-1                     | 은진송씨충현공파종중                | 2015년 4월 17일 지정                                             |      |
| 36호  |      | 정시엽 효자각 (鄭始燁 孝子閣)                         | 청주시 상당구 남일면 가산1리 682-5                     | 동래정씨진사공파종중                | 2015년 4월 17일 지정                                             |      |
| 37호  |      | 김선복 충신각 (金善復 忠臣閣)                         | 청주시 상당구 문의면 문산리 산6-1                      |                                     | 2015년 4월 17일 지정                                             |      |
| 38호  |      | 서덕길 효자각 (徐德吉 孝子閣)                         | 청주시 상당구 문의면 문산리 산6-1                      |                                     | 2015년 4월 17일 지정                                             |      |
| 39호  |      | 기산사 (箕山祠)                                       | 청주시 상당구 문의면 상장리 533-2                      | 풍양조씨풍안공파종중                | 2015년 4월 17일 지정                                             |      |
| 40호  |      | 경주최문 충효각 (慶州崔門 忠孝閣)                     | 청주시 상당구 문의면 구룡리 382-2                      | 경주최씨화숙공파종중                | 2015년 4월 17일 지정                                             |      |
| 41호  |      | 월리사 이구당부도 (月裡寺 離垢堂 浮屠)                | 청주시 상당구 문의면 문덕리 5 월리사                   | 월리사                              | 2015년 4월 17일 지정                                             |      |
| 42호  |      | 월리사 사적비 (月裡寺 事蹟碑)                         | 청주시 상당구 문의면 문덕리 5 월리사                   | 월리사                              | 2015년 4월 17일 지정                                             |      |
| 43호  |      | 이강영당 (理江影堂)                                   | 청주시 상당구 문의면 후곡리 산9-1, 14-4 옆             | 연안이씨삼척공파종중                | 2015년 4월 17일 지정                                             |      |
| 44호  |      | 진주강문 충효각 (晉州姜門 忠孝閣)                     | 청주시 상당구 문의면 덕유리 산89-6                     | 진주강씨문중                        | 2015년 4월 17일 지정                                             |      |
| 45호  |      | 청주 영규대사 전장기적비 (淸州 靈圭大師 戰場紀蹟碑)   | 청주시 상당구 남사로 115                               |                                     | 2015년 4월 17일 지정                                             |      |
| 46호  |      | 한봉수의병장 송공비 (韓鳳洙義兵將 頌功碑)             | 청주시 상당구 남사로 115                               |                                     | 2015년 4월 17일 지정                                             |      |
| 47호  |      | 청주 남석교 (淸州 南石橋)                             | 청주시 상당구 석교동 124-44                            |                                     | 2015년 4월 17일 지정                                             |      |
| 48호  |      | 청주 곽예 신도비 (淸州 郭預 神道碑)                   | 청주시 상당구 명암동 산3-1                             | 청주곽씨대종회                      | 2015년 4월 17일 지정                                             |      |
| 49호  |      | 청주 상당사 (淸州 上黨祠)                             | 청주시 상당구 명암동 산3-1                             | 청주곽씨대종회                      | 2015년 4월 17일 지정                                             |      |
| 50호  |      | 청주 운곡서원 (淸州 雲谷書院)                         | 청주시 상당구 목련로 214번길 37-3(운동동 65-2)         | 경주이씨운곡서원종중                | 2015년 4월 17일 지정                                             |      |
| 51호  |      | 경주김문 충효각 (慶州金門 忠孝閣)                     | 청주시 서원구 남이면 척산리 568-1                      | 경주김씨재림군후형휘공파            | 2015년 4월 17일 지정                                             |      |
| 52호  |      | 안동권문 쌍효각 (安東權門 雙孝閣)                     | 청주시 서원구 남이면 척산리 산109-1, 136-9 옆          | 안동권씨문종                        | 2015년 4월 17일 지정                                             |      |
| 53호  |      | 동화사 삼층석탑 (東華寺 三層石塔)                     | 청주시 서원구 남이면 문동리 150동화사                  | 동화사                              | 2015년 4월 17일 지정                                             |      |
| 54호  |      | 상발리사지 석조여래좌상군 (上鉢里寺址 石造如來坐像群) | 청주시 서원구 남이면 상발리 산25, 185 옆               | 한양조씨문중                        | 2015년 4월 17일 지정                                             |      |
| 55호  |      | 김양호부부 정효각 (金養浩夫婦 旌孝閣)                 | 청주시 서원구 남이면 구암리 233-1                      | 김상열                              | 2015년 4월 17일 지정                                             |      |
| 56호  |      | 김용호부부 효열각 (金龍浩夫婦 孝烈閣)                 | 청주시 서원구 남이면 구암리 산58-3                     | 김진표                              | 2015년 4월 17일 지정                                             |      |
| 57호  |      | 가좌리 석조약사여래좌상 (佳佐里 石造藥師如來坐像)     | 청주시 서원구 남이면 가좌리 317-2                      |                                     | 2015년 4월 17일 지정                                             |      |
| 58호  |      | 이민핵 충신각 (李敏核 忠臣閣)                         | 청주시 서원구 남이면 가마리 산55                       | 완산이씨충신공파종중                | 2015년 4월 17일 지정                                             |      |
| 59호  |      | 충신사 (忠臣祠)                                       | 청주시 서원구 남이면 가마리 99                         | 완산이씨충신공파종중                | 2015년 4월 17일 지정                                             |      |
| 60호  |      | 보성오씨 삼기문중재실 (寶城吳氏 삼기門中齋室)         | 청주시 서원구 현도면 상삼리 312-1                      | 보성오씨이조판서공파문중            | 2015년 4월 17일 지정                                             |      |
| 61호  |      | 안동권씨 열녀각 (安東權氏 烈女閣)                     | 청주시 서원구 현도면 중삼리 산20-5                     | 보성오씨참의공파종중                | 2015년 4월 17일 지정                                             |      |
| 62호  |      | 오경례 효자각 (吳景禮 孝子閣)                         | 청주시 서원구 현도면 중삼리 산20-5                     | 보성오씨참의공파종중                | 2015년 4월 17일 지정                                             |      |
| 63호  |      | 문효영당 (文孝影堂)                                   | 청주시 서원구 현도면 우록리 67-3                       | 진주하씨태수파우록문중              | 2015년 4월 17일 지정                                             |      |
| 64호  |      | 오대남 충신각 (吳大男 忠臣閣)                         | 청주시 서원구 현도면 시목리 2-1                        |                                     | 2015년 4월 17일 지정                                             |      |
| 65호  |      | 오상진 효자각 (吳尙晋 孝子閣)                         | 청주시 서원구 현도면 시목리 409                        |                                     | 2015년 4월 17일 지정                                             |      |
| 66호  |      | 월송정 (月松亭)                                       | 청주시 서원구 현도면 시목리 산3-5                      |                                     | 2015년 4월 17일 지정                                             |      |
| 67호  |      | 강고사 (江皐祠)                                       | 청주시 서원구 현도면 중척리 248                        |                                     | 2015년 4월 17일 지정                                             |      |
| 68호  |      | 현암사 석조여래좌상 (懸岩寺 石造如來坐像)             | 청주시 서원구 현도면 하석리 39-1                       | 현암사                              | 2015년 4월 17일 지정                                             |      |
| 69호  |      | 권회 효자각 (權恢 孝子閣)                             | 청주시 서원구 현도면 하석리 산96                       | 안동권씨죽원공파종중                | 2015년 4월 17일 지정                                             |      |
| 70호  |      | 상의재 (尙義齋)                                       | 청주시 서원구 현도면 노산리 산52-2                     | 진주유씨참의공파종중                | 2015년 4월 17일 지정                                             |      |
| 71호  |      | 원모사 (遠慕祠)                                       | 청주시 서원구 현도면 노산리 186                        | 순흥안씨양공공파종중                | 2015년 4월 17일 지정                                             |      |
| 72호  |      | 보성오씨 대문중재실 (寶城吳氏 大門中齋室)             | 청주시 서원구 현도면 달계리 93                         | 보성오씨대문중                      | 2015년 4월 17일 지정                                             |      |
| 73호  |      | 보성오문 삼효각 (寶城吳門 三孝閣)                     | 청주시 서원구 현도면 달계리 산4-1                      |                                     | 2015년 4월 17일 지정                                             |      |
| 74호  |      | 오준립 효자각 (吳俊立 孝子閣)                         | 청주시 서원구 현도면 양지리 175                        | 보성오씨판수공파종중                | 2015년 4월 17일 지정                                             |      |
| 75호  |      | 모충사 (慕忠祠)                                       | 청주시 서원구 모충동 산13-6                            | 청주모충회                          | 2015년 4월 17일 지정                                             |      |
| 76호  |      | 구계서원 (龜溪書院)                                   | 청주시 서원구 안뜸로 47번길 28                         |                                     | 2015년 4월 17일 지정                                             |      |
| 77호  |      | 정평사 (靖平祠)                                       | 청주시 흥덕구 오송읍 상정1리 494-3                     | 함양여씨대종회                      | 2015년 4월 17일 지정                                             |      |
| 78호  |      | 낙건정 (樂健亭)                                       | 청주시 흥덕구 오송읍 연제리 540-21                     | 낙건정난국회                        | 2015년 4월 17일 지정                                             |      |
| 79호  |      | 박안건 묘소 (朴安建 墓所)                             | 청주시 흥덕구 오송읍 연제리 630                        | 밀양박씨아산공파종중                | 2015년 4월 17일 지정                                             |      |
| 80호  |      | 박정용 묘소 (朴廷龍 墓所)                             | 청주시 흥덕구 오송읍 연제리 630                        | 밀양박씨안음공파종중                | 2015년 4월 17일 지정                                             |      |
| 81호  |      | 고억 효자각 (高億 孝子閣)                             | 청주시 흥덕구 오송읍 서평1리 28-2                      |                                     | 2015년 4월 17일 지정                                             |      |
| 82호  |      | 이도명 효자각 (李道命 孝子閣)                         | 청주시 흥덕구 오송읍 봉산리 근린공원 3호               | 완산이씨밀성군파충의위공종중        | 2015년 4월 17일 지정, 2018년 7월 31일 소재지 변경                |      |
| 83호  |      | 효충사 (孝忠祠)                                       | 청주시 흥덕구 강내면 연정리 151-1                      | 한양조씨모계공파종중                | 2015년 4월 17일 지정                                             |      |
| 84호  |      | 단군성전 (檀君聖殿)                                   | 청주시 흥덕구 강내면 저산리 산7                        | 국조단군청주봉찬회                  | 2015년 4월 17일 지정                                             |      |
| 85호  |      | 김을생 효자각 (金乙生 孝子閣)                         | 청주시 흥덕구 강내면 다락리 산23                       | 경주김씨효간공파종중                | 2015년 4월 17일 지정                                             |      |
| 86호  |      | 충정사 (忠靖祠)                                       | 청주시 흥덕구 강내면 월탄리 231-1                      | 밀양박씨충정공파종중                | 2015년 4월 17일 지정                                             |      |
| 87호  |      | 김봉로 효자각 (金鳳魯 孝子閣)                         | 청주시 흥덕구 강내면 탑연리 산16-4                     | 청풍김씨진사공파종중                | 2015년 4월 17일 지정                                             |      |
| 88호  |      | 강내 청풍김문 쌍효정문 (江內 淸風金門 雙孝旌門)       | 청주시 흥덕구 강내면 탑연리 산43-4                     | 청풍김씨집의공파종중                | 2015년 4월 17일 지정                                             |      |
| 89호  |      | 청풍김문 영모단 (淸風金氏 永慕壇)                     | 청주시 흥덕구 강내면 탑연리 산16-4 재실말 입구         | 청풍김씨집의공파종중                | 2015년 4월 17일 지정                                             |      |
| 90호  |      | 인지정 (仁智亭)                                       | 청주시 흥덕구 강내면 석화리 산11-8                     | 진양하씨참봉공파종중                | 2015년 4월 17일 지정                                             |      |
| 91호  |      | 강화최씨 열녀각 (江華崔氏 烈女閣)                     | 청주시 흥덕구 강내면 학천리 271-1                      | 경주이씨은당공파종중                | 2015년 4월 17일 지정                                             |      |
| 92호  |      | 문절영당 (文節影堂)                                   | 청주시 흥덕구 옥산면 덕촌리 1                          | 하동정씨유수공청주파종회            | 2015년 4월 17일 지정                                             |      |
| 93호  |      | 충주지씨 열녀각 (忠州池氏 烈女閣)                     | 청주시 흥덕구 옥산면 덕촌리 20-2                       | 하동정씨유수공청주파종회            | 2015년 4월 17일 지정                                             |      |
| 94호  |      | 공효사 (恭孝祠)                                       | 청주시 흥덕구 옥산면 신촌리 16                         | 밀양박씨규정공파대종회              | 2015년 4월 17일 지정                                             |      |
| 95호  |      | 박훈 묘소 (朴薰 墓所)                                 | 청주시 흥덕구 옥산면 신촌리 산9-1                      | 밀양박씨문도공파종중                | 2015년 4월 17일 지정                                             |      |
| 96호  |      | 백록서원 (白鹿書院)                                   | 청주시 흥덕구 옥산면 환희리 환희리 108-1               | 안동권씨도사공계남강종중            | 2015년 4월 17일 지정                                             |      |
| 97호  |      | 수천암 선정대사 부도 (水泉庵 禪定祖師 浮屠)           | 청주시 흥덕구 옥산면 환희리 산24-2                     | 밀양박씨문도공파종중                | 2015년 4월 17일 지정                                             |      |
| 98호  |      | 조천상 효자각 (曺天祥 孝子閣)                         | 청주시 흥덕구 옥산면 동림리 316                        | 창녕조씨                            | 2015년 4월 17일 지정                                             |      |
| 99호  |      | 류소 묘소 (柳沼 墓所)                                 | 청주시 흥덕구 옥산면 수락리 산57                       | 문화류씨문평군파종중                | 2015년 4월 17일 지정                                             |      |
| 100호 |      | 류지례 묘소 (柳之禮 墓所)                             | 청주시 흥덕구 옥산면 수락리 산36                       | 문화류씨문평군파종중                | 2015년 4월 17일 지정                                             |      |
| 101호 |      | 동래정씨 상모단 (東萊鄭氏 常慕壇)                     | 청주시 흥덕구 옥산면 호죽리 수월동산105-1              | 동래정씨평리공파종중                | 2015년 4월 17일 지정                                             |      |
| 102호 |      | 정이한 단비 및 비각 (鄭而漢 壇碑)                     | 청주시 흥덕구 옥산면 호죽리 수월동산105-1              | 동래정씨평리공파종중                | 2015년 4월 17일 지정                                             |      |
| 103호 |      | 의마총 (義馬塚)                                       | 청주시 흥덕구 옥산면 국사리 산146                      | 순천박씨교리공파민양공종중          | 2015년 4월 17일 지정                                             |      |
| 104호 |      | 강감찬 충현사 (姜邯贊 忠顯祠)                         | 청주시 흥덕구 옥산면 국사리 521-2                      |                                     | 2015년 4월 17일 지정                                             |      |
| 105호 |      | 박우현 묘소 (朴佑賢 墓所)                             | 청주시 흥덕구 수의동 산36-1                            | 밀양박씨지평공파종중                | 2015년 4월 17일 지정                                             |      |
| 106호 |      | 변경복 효자각 (卞景福 孝子閣)                         | 청주시 청원구 내수읍 비상리 255-1                      | 초계변씨백음종중                    | 2015년 4월 17일 지정                                             |      |
| 107호 |      | 변경복 효자비 (卞景福 孝子碑)                         | 청주시 청원구 내수읍 비상리 255-1                      | 초계변씨백음종중                    | 2015년 4월 17일 지정                                             |      |
| 108호 |      | 변익하 효자각 (卞益夏 孝子閣)                         | 청주시 청원구 내수읍 비상리 255-1                      | 초계변씨백음종중                    | 2015년 4월 17일 지정                                             |      |
| 109호 |      | 국계서원 (菊溪書院)                                   | 청주시 청원구 내수읍 비중리 164-4                      | 국계서원                            | 2015년 4월 17일 지정                                             |      |
| 110호 |      | 비중리 석조여래입상 (飛中里 石造如來立像)             | 청주시 청원구 내수읍 비중리 207-1                      |                                     | 2015년 4월 17일 지정, 2017년 6월 23일 해제, 보물 제1941호로 승격 |      |
| 110호 |      | 비중리 석조광배                                       | 청주시 청원구 내수읍 비중리 207-1                      |                                     | 2019년 9월 6일 지정                                              |      |
| 111호 |      | 홍양사 (鴻陽祠)                                       | 청주시 청원구 내수읍 비중리 110-1                      | 안정라씨대종회                      | 2015년 4월 17일 지정                                             |      |
| 112호 |      | 전상의 충신각 (全尙毅忠臣閣)                          | 청주시 청원구 내수읍 구성1리 141-2                     |                                     | 2015년 4월 17일 지정                                             |      |
| 113호 |      | 김해김씨 열녀각 (金海金氏 烈女閣)                     | 청주시 청원구 내수읍 국동리 85                         | 경주김씨충암공파종중                | 2015년 4월 17일 지정                                             |      |
| 114호 |      | 진주유문 쌍효각 (晋州柳門 雙孝閣)                     | 청주시 청원구 내수읍 은곡리 산35                       | 진주유문                            | 2015년 4월 17일 지정                                             |      |
| 115호 |      | 죽림영당 (竹林影堂)                                   | 청주시 청원구 내수읍 원통1리 산7-12                    | 죽림영당                            | 2015년 4월 17일 지정                                             |      |
| 116호 |      | 한봉수 의병장 유허지 (韓鳳洙義兵將 遺虛地)            | 청주시 청원구 내수읍 학평리 85-4                       |                                     | 2015년 4월 17일 지정                                             |      |
| 117호 |      | 신례남부부 충열비 (申禮男夫婦 忠烈碑)                 | 청주시 청원구 오창읍 복현리 382                        | 평산신씨판서공파종중                | 2015년 4월 17일 지정                                             |      |
| 118호 |      | 송천서원 (松泉書院)                                   | 청주시 청원구 오창읍 양지리 118                        | 김태문                              | 2015년 4월 17일 지정                                             |      |
| 119호 |      | 오창 청풍김문 쌍효각 (梧倉 淸風金門 雙孝閣)           | 청주시 청원구 오창읍 양지리 158                        | 청풍김씨휘회처사공파종중            | 2015년 4월 17일 지정                                             |      |
| 120호 |      | 괴정리사지 석조여래입상 (槐亭里寺址 石造如來立像)     | 청주시 청원구 오창읍 괴정리 산27-2                     | 임재길                              | 2015년 4월 17일 지정                                             |      |
| 121호 |      | 현풍곽씨 열녀각 (玄風郭氏 烈女閣)                     | 청주시 청원구 오창읍 괴정리 산42                       | 전주이씨수도군파괴정리종중          | 2015년 4월 17일 지정                                             |      |
| 122호 |      | 동고정 (東皐亭)                                       | 청주시 청원구 오창읍 가곡리 415-1                      | 전의이씨도사공파종중                | 2015년 4월 17일 지정                                             |      |
| 123호 |      | 탑리 석조비로자나불좌상 (塔里 石造毘盧遮那佛坐像)     | 청주시 청원구 오창읍 탑리 273                          | 마상학                              | 2015년 4월 17일 지정                                             |      |
| 124호 |      | 탑리 석조약사여래좌상 (塔里 石造藥師如來坐像)         | 청주시 청원구 오창읍 탑리 273                          | 마상학                              | 2015년 4월 17일 지정                                             |      |
| 125호 |      | 충정영당 (忠靖影堂)                                   | 청주시 청원구 오창읍 농소리 94                         | 마상혜                              | 2015년 4월 17일 지정                                             |      |
| 126호 |      | 김절 충신각 (金節 忠臣閣)                             | 청주시 청원구 오창읍 신평리 산42-14                    | 개성김씨훈명공파종중                | 2015년 4월 17일 지정                                             |      |
| 127호 |      | 경주이씨 효부각 (慶州李氏 孝婦閣)                     | 청주시 청원구 북이면 신대리 153-2                      |                                     | 2015년 4월 17일 지정                                             |      |
| 128호 |      | 김극 충신각 (金棘 忠臣閣)                             | 청주시 청원구 북이면 현암리 282-5                      | 안동김씨참의공파종중                | 2015년 4월 17일 지정                                             |      |
| 129호 |      | 영하리 모전석탑 (靈下里 模塼石塔)                     | 청주시 청원구 북이면 영하리 357-1                      | 변상욱                              | 2015년 4월 17일 지정                                             |      |
| 130호 |      | 김원 효자각 (金瑗 孝子閣)                             | 청주시 청원구 북이면 선암리 산3                        | 연암김씨재령군수공파종중            | 2015년 4월 17일 지정                                             |      |
| 131호 |      | 안동김씨 효부각 (安東金氏 孝婦閣)                     | 청주시 청원구 북이면 선암리 산39-6                     | 풍천임씨감역공파종중                | 2015년 4월 17일 지정                                             |      |
| 132호 |      | 임기백 효자각 (任岐白 孝子閣)                         | 청주시 청원구 북이면 선암리 산39-6                     | 풍천임씨목사공파종중                | 2015년 4월 17일 지정                                             |      |
| 133호 |      | 풍천임문 효열각 (豊川任門 孝烈閣 孝烈閣)              | 청주시 청원구 북이면 선암리 산39-6                     | 풍천임씨감역공파종중                | 2015년 4월 17일 지정                                             |      |
| 134호 |      | 인동장문 충효각 (仁同張門 忠孝閣)                     | 청주시 청원구 북이면 호명리 153                        |                                     | 2015년 4월 17일 지정                                             |      |
| 135호 |      | 공간사 (恭簡祠)                                       | 청주시 청원구 북이면 내추리 145                        | 파평윤씨내추문중                    | 2015년 4월 17일 지정                                             |      |
| 136호 |      | 문숙영당 (文肅影堂)                                   | 청주시 청원구 북이면 내추리 211-6                      | 파평윤씨내추문중                    | 2015년 4월 17일 지정                                             |      |
| 137호 |      | 윤령 효자각 (尹聆 孝子閣)                             | 청주시 청원구 북이면 내추리 209-7                      | 파평윤씨내추문중                    | 2015년 4월 17일 지정                                             |      |
| 138호 |      | 곡산연씨 효부각 (谷山延氏 孝婦閣)                     | 청주시 청원구 북이면 용계리 415-3                      |                                     | 2015년 4월 17일 지정                                             |      |
| 139호 |      | 죽계사 (竹溪祠)                                       | 청주시 청원구 북이면 용계리 171                        | 죽계서원유지재단                    | 2015년 4월 17일 지정                                             |      |
| 140호 |      | 문정영당 (文貞影堂)                                   | 청주시 청원구 북이면 대율리 214-1                      |                                     | 2015년 4월 17일 지정                                             |      |
| 141호 |      | 최유경 효자비 (崔有慶 孝子碑)                         | 청주시 청원구 북이면 대율리 211-2                      | 전주최씨평도공파종중                | 2015년 4월 17일 지정                                             |      |
| 142호 |      | 김한정 충신각 (金漢廷 忠臣閣)                         | 청주시 청원구 북이면 석성리 410-7                      |                                     | 2015년 4월 17일 지정                                             |      |
| 143호 |      | 청원경찰서구내 불상 (淸原警察署 區內 佛像)            | 청주시 청원구 향군로 60                                | 청주청원경찰서장                    | 2015년 4월 17일 지정                                             |      |
| 144호 |      | 최영장군 영당 (崔瑩將軍 影堂)                         | 청주시 청원구 외평로 19번길 25                         | 동주최씨청주종회                    | 2015년 4월 17일 지정                                             |      |
| 145호 |      | 박춘무 묘소 (朴春茂 墓所)                             | 청주시 서원구 남이면 구암리 산13-13                    | 순천박씨교리공파민양공종중          | 2016년 3월 18일 지정                                             |      |
| 146호 |      | 박동명 묘소 (朴東命 墓所)                             | 청주시 흥덕구 옥산면 국사리 산146                      | 순천박씨교리공파민양공종중          | 2016년 3월 18일 지정                                             |      |
| 147호 |      | 박동명 충신각 (朴東命 忠臣閣)                         | 청주시 흥덕구 비하동 459-9                             | 순천박씨교리공파민양공종중          | 2016년 3월 18일 지정                                             |      |
| 148호 |      | 청주경씨 시조묘역 (淸州慶氏 始祖墓域)                 | 청주시 상당구 지북동 산32-2                            | 청주경씨중앙종친회                  | 2016년 3월 18일 지정                                             |      |
| 149호 |      | 충청병영 옛 건물 (忠淸兵營 舊建物)                    | 청주시 청원구 1순환로 78(율량동 2237)                  | 청주시장                            | 2016년 3월 18일 지정                                             |      |
| 150호 |      | 미원 경주이씨 묘역 (米院 慶州李氏 墓域)               | 청주시 상당구 미원면 가양리 산17·산18번지              | 경주이씨서계문중                    | 2017년 3월 17일 지정                                             |      |
| 151호 |      | 남일 청주한씨 재실 (南一 淸州韓氏 齋室)               | 청주시 상당구 남일면 가산길 140-6(가산리 547, 531번지) | 청주한씨중앙종친회                  | 2017년 3월 17일 지정                                             |      |
| 152호 |      | 현도 나유선 묘소 (賢都 羅裕善 墓所)                   | 청주시 서원구 현도면 양지리 산31-1                     | 안정나씨양산공유선파종중            | 2017년 3월 17일 지정                                             |      |
| 153호 |      | 현도 류종식 묘소 (賢都 柳宗植 墓所)                   | 청주시 서원구 현도면 매봉리 산72-1                     | 진주류씨벡판서공파종중(유길구회장)  | 2017년 3월 17일 지정                                             |      |
| 154호 |      | 현도 오숙동 묘소 (賢都 吳叔仝 墓所)                   | 청주시 서원구 현도면 달계리 산16                       | 보성오씨대문중                      | 2017년 3월 17일 지정                                             |      |
| 155호 |      | 현도 현암사 부도 (賢都 懸岩寺 浮屠)                   | 청주시 서원구 현도면 하석리 산51-1번지                 | 현암사                              | 2017년 3월 17일 지정                                             |      |
| 156호 |      | 외북 김상남 충렬각 (外北 金尙南 忠烈閣)               | 청주시 상당구 가덕면 청용리 산2번지                    | 경주김씨참의공파외북종중            | 2017년 3월 17일 지정, 2018년 7월 31일 소재지 변경                |      |
| 157호 |      | 오창 김사렴 묘소 (梧倉 金士廉 墓所)                   | 청주시 청원구 오창읍 모정리 산8번지                    | 안동김씨안렴사공파대종회            | 2017년 3월 17일 지정                                             |      |
| 158호 |      | 오근장 채지홍 묘소 (梧根場 蔡之洪 墓所)               | 청주시 청원구 외남동 산47-1번지                        | 채근석                              | 2017년 3월 17일 지정                                             |      |
| 159호 |      | 정상동 돌꼬지 샘 및 동제 (井上洞 돌꼬지 샘 및 洞祭)   | 청주시 청원구 정상동 388·147-2번지                     | 청주시장                            | 2017년 3월 17일 지정                                             |      |
| 160호 |      | 것대산 마애비군                                       | 청주시 상당구 용정동 산110-3번지 일원                  | 청주시                              | 2019년 9월 6일 지정                                              |      |

### 기념물
| 번호 | 그림 | 명칭                                    | 소재지                                                                | 소유자 (관리자) | 지정·해제일자        | 비고 |
| ---- | ---- | --------------------------------------- | --------------------------------------------------------------------- | --------------- | -------------------- | ---- |
| 1호  |      | 내산리 고인돌 (內山里 支石墓)           | 청주시 상당구 미원면 내산리 124-3                                     |                 | 2015년 4월 17일 지정 |      |
| 2호  |      | 구라산성 (謳羅山城)                     | 청주시 상당구 미원면 대신리 산13                                      |                 | 2015년 4월 17일 지정 |      |
| 3호  |      | 청석굴 (靑石窟)                         | 청주시 상당구 미원면 운암리 185                                       |                 | 2015년 4월 17일 지정 |      |
| 4호  |      | 낭성산성 (琅城山城)                     | 청주시 상당구 미원면 성대리 산16-1                                    |                 | 2015년 4월 17일 지정 |      |
| 5호  |      | 가호리 고인돌 (佳湖里 支石墓)           | 청주시 상당구 문의면 문산리 산6-1                                     | 청주시장        | 2015년 4월 17일 지정 |      |
| 6호  |      | 수산리 고인돌 (壽山里 支石墓)           | 청주시 상당구 문의면 문산리 산6-1                                     | 청주시장        | 2015년 4월 17일 지정 |      |
| 7호  |      | 학평리 고인돌 (鶴坪里 支石墓)           | 청주시 상당구 문의면 문산리 산6-1                                     | 청주시장        | 2015년 4월 17일 지정 |      |
| 8호  |      | 문의 상장리 고분 (文義 上長里 古墳)     | 청주시 상당구 문의면 상장리 산1-14                                    |                 | 2015년 4월 17일 지정 |      |
| 9호  |      | 작두산성 (鵲頭山城)                     | 청주시 상당구 문의면 미천리 산 42-2                                   |                 | 2015년 4월 17일 지정 |      |
| 10호 |      | 미천리 고분군 (米川里 古墳群)           | 청주시 상당구 문의면 미천리 산54-4, 산40, 산258-5                     |                 | 2015년 4월 17일 지정 |      |
| 11호 |      | 작은용굴 유적 (小龍窟 遺蹟)             | 청주시 상당구 문의면 상장리 산46-8                                    |                 | 2015년 4월 17일 지정 |      |
| 12호 |      | 소이산봉수 (所伊山 烽燧)                | 청주시 상당구 문의면 미천리 산2                                       |                 | 2015년 4월 17일 지정 |      |
| 13호 |      | 구룡산성 (九龍山城)                     | 청주시 상당구 문의면 덕유리 산 55-1                                   |                 | 2015년 4월 17일 지정 |      |
| 14호 |      | 청주읍성 (淸州邑城)                     | 청주시 상당구 일원                                                    |                 | 2015년 4월 17일 지정 |      |
| 15호 |      | 청주 당산토성 (淸州 堂山土城)           | 청주시 상당구 문화동 당산 일원                                        |                 | 2015년 4월 17일 지정 |      |
| 16호 |      | 청주 우암산성 (淸州 牛岩山城)           | 청주시 상당구 청원구 우암산 일원                                      |                 | 2015년 4월 17일 지정 |      |
| 17호 |      | 청주 우암산 고분군 (淸州 牛岩山 古墳群) | 청주시 상당구 수동 산2-1번지 일대                                     |                 | 2015년 4월 17일 지정 |      |
| 18호 |      | 시루봉산성 (甑峰山城)                   | 청주시 흥덕구 오송읍 상정2리                                          |                 | 2015년 4월 17일 지정 |      |
| 19호 |      | 쌍청리선돌 (雙淸里 立石)                | 청주시 흥덕구 오송읍 쌍청2리 산49-5                                   |                 | 2015년 4월 17일 지정 |      |
| 20호 |      | 병마산성 (兵馬山城)                     | 청주시 흥덕구 오송읍 정중1리 산36, 산37, 산38-1, 산40, 산41           |                 | 2015년 4월 17일 지정 |      |
| 21호 |      | 저산성 (猪山城)                         | 청주시 흥덕구 강내면 저산리 산7                                       |                 | 2015년 4월 17일 지정 |      |
| 22호 |      | 동림산성 (東林山城)                     | 청주시 흥덕구 옥산면 장동리 산81-1, 동림리 산33-1,2                   |                 | 2015년 4월 17일 지정 |      |
| 23호 |      | 목령산성 (鶩嶺山城)                     | 청주시 청원구 오창읍 주성리, 양지리                                   |                 | 2015년 4월 17일 지정 |      |
| 24호 |      | 노고성 (老姑城)                         | 청주시 청원구 북이면 영하리 산43, 부연리 산83                         |                 | 2015년 4월 17일 지정 |      |
| 25호 |      | 영하리 고분군 (靈下里 古墳群)           | 청주시 청원구 북이면 영하리 산43, 산38, 부연리 산83임, 산82-1, 산79-7 |                 | 2015년 4월 17일 지정 |      |
| 26호 |      | 낭비성 (娘臂城)                         | 청주시 청원구 북이면 부연리 산41, 광암리 산25                         |                 | 2015년 4월 17일 지정 |      |
| 27호 |      | 용계리 고분 (龍溪里 古墳)               | 청주시 청원구 북이면 용계리 504-5                                     |                 | 2015년 4월 17일 지정 |      |
| 28호 |      | 문의 샘봉산성 (文義 샘봉山城)           | 청주시 상당구 문의면 문덕리 산82-1번지 일원                           |                 | 2017년 3월 17일 지정 |      |
| 29호 |      | 문의 장군봉산성 (文義 將軍峯山城)       | 청주시 상당구 문의면 문덕리 산58-1번지 일원                           |                 | 2017년 3월 17일 지정 |      |
| 30호 |      | 남이 독안산성 (南二 독안山城)           | 청주시 서원구 남이면 부용외천리 산204번지 일원                        |                 | 2017년 3월 17일 지정 |      |
| 31호 |      | 남이 복두산성 (南二 幞頭山城)           | 청주시 서원구 남이면 산막리 산142번지 일원                            |                 | 2017년 3월 17일 지정 |      |
| 32호 |      | 오창 서림산성 (梧倉 徐林山城)           | 청주시 청원구 오창읍 후기리 산53번지 일원                             |                 | 2017년 3월 17일 지정 |      |

### 민속자료
| 번호 | 그림 | 명칭                                 | 소재지                            | 소유자 (관리자) | 지정·해제일자        | 비고 |
| ---- | ---- | ------------------------------------ | --------------------------------- | --------------- | -------------------- | ---- |
| 1호  |      | 화림사 삼층석탑 (花林寺 三層石塔)    | 청주시 상당구 가덕면 병암2리 69-1 | 화림사          | 2015년 4월 17일 지정 |      |
| 2호  |      | 창리석조보살입상 (倉里 石造菩薩立像) | 청주시 청원구 오창읍 창리 산5     |                 | 2015년 4월 17일 지정 |      |

## 참고 문헌
- 청주시 홈페이지 - 고시/공고